# Vietocassis viridis
Vietocassis viridis  (лат.) — вид жуков щитоносок (Cassidini) из семейства листоедов, единственный в составе монотипического рода Vietocassis Medvedev and Eroshkina, 1988. Юго-Восточная Азия: Вьетнам.
Растительноядная группа, питаются растениями различных видов, в том числе вьюнковыми (Convolvulaceae: Ipomoea sp.)